# Quận Lancaster, South Carolina
Quận Lancaster (lān-kŭs'tər) là một quận trong bang South Carolina. Theo điều tra dân số năm 2000, quận có dân số 61.351 người; dân số năm 2008 ước khoảng 75.000 người, Quận lỵ đóng ở Lancaster.6

## Địa lý
Theo Cục điều tra dân số Hoa Kỳ, quận có tổng diện tích 555 dặm Anh vuông (1.438 Square kilometres), trong đó, 549 dặm Anh vuông (1.422 km²) là diện tích đất và 6 dặm Anh vuông (16 km²) trong tổng diện tích (1.13%) là diện tích mặt nước.

### Các quận giáp ranh
- Quận Union, Bắc Carolina - Bắc
- Quận Chesterfield, Nam Carolina - Đông
- Quận Kershaw, Nam Carolina - Nam
- Quận Fairfield, Nam Carolina - Tây nam
- Quận York, Nam Carolina - Tây
- Quận Chester, Nam Carolina - Tây
- Quận Mecklenburg, Bắc Carolina - Tây bắc

## Thông tin nhân khẩu
Theo cuộc điều tra dân số2 tiến hành năm 2000, quận này có dân số 61.351 người, 23.178 hộ, và 16.850 gia đình sinh sống trong quận này. Mật độ dân số là 112 người trên mỗi dặm Anh vuông (43/km²). Đã có 24.962 đơn vị nhà ở với một mật độ bình quân là 46 trên mỗi dặm Anh vuông (18/km²). Cơ cấu chủng tộc của dân cư sinh sống tại quận này gồm 71,03% White American, 26,86% African American, 0,22% Native American, 0,27% Asian American, 0,02% Pacific Islander, 0,89% từ other races, và 0,71% từ hai hay nhiều chủng tộc. 1,59% dân số là Hispanic hoặc Latino thuộc bất cứ chủng tộc nào.
Có 23,178 hộ trong đó có 33,40% có con cái dưới tuổi 18 sống chung với họ, 52,60% là những cặp kết hôn sinh sống với nhau, 15,50% có một chủ hộ là nữ không có chồng sống cùng, và 27,30% là không gia đình. 23,70% trong tất cả các hộ gồm các cá nhân và 9,40% có người sinh sống một mình và có độ tuổi 65 tuổi hay già hơn. Quy mô trung bình của hộ là 2,56 còn quy mô trung bình của gia đình là 3,01,
Cơ cấu độ tuổi dân cư quận này như sau 25,40% dưới độ tuổi 18, 8,60% từ 18 đến 24, 30,30% từ 25 đến 44, 23,60% từ 45 đến 64, và 12,10% người có độ tuổi 65 tuổi hay già hơn. Độ tuổi trung bình là 36 tuổi. Cứ mỗi 100 nữ giới thì có 98,20 nam giới. Cứ mỗi 100 nữ giới có độ tuổi 18 và lớn hơn thì, có 95,40 nam giới.
Thu nhập bình quân của một hộ ở quận này là $34.688, và thu nhập bình quân của một gia đình ở quận này là $40.955, Nam giới có thu nhập bình quân $30.176 so với mức thu nhập $22.238 đối với nữ giới. Thu nhập bình quân đầu người của quận là $16.276, Khoảng 9,70% gia đình và 12,80% dân số là below the poverty threshold, including 16,50% những người có độ tuổi 18 và 15,80% là những người 65 tuổi hoặc già hơn.

## Thành phố và thị xã
- Buford
- Elgin
- Heath Springs
- Indian Land
- Irwin
- Kershaw
- Lancaster Mill
- Lancaster
- Springdale
- Taxahaw
- Van Wyck

## Cư dân nổi bật
- Andrew Jackson.
- Charles Duke.
- Nina Mae McKinney.